# Мотив (литература)
Мотив (лат. moveo — «двигаю») — простейшая составная часть сюжета. Фольклорно-мифологический мотив (по Ю. Е. Берёзкину) — образ или эпизод и / или совокупность образов и / или эпизодов, встречающиеся более чем в одном фольклорно-мифологическом тексте. Примером может служить мотив сбивания лишних солнц с неба.
Есть и другие определения. Б. В. Томашевский в своей работе «Теория литературы. Поэтика» определяет мотив так: «Тема неразложимой части произведения называется мотивом. В сущности — каждое предложение обладает своим мотивом.» И определение А. Н. Веселовского, данное им в его «Поэтике сюжетов»: «Под мотивом я разумею простейшую повествовательную единицу, образно ответившую на разные запросы первобытного ума или бытового наблюдения». «Признак мотива — его образный одночленный схематизм; таковы неразлагаемые далее элементы низшей мифологии и сказки»

## Примеры мотивов
- Благородный дикарь
- Благородный разбойник
- Дева в беде
- Дева-воительница
- Допельгангер
- Избиение младенцев (мотив)
- Король под горой
- Прекрасный принц
- Кроссдресинг (переодевание)
- Философский камень